# Protruck
Protruck este unul dintre cei mai mari dealeri de vehicule comerciale din România.
În 2008 compania a realizat o cifră de afaceri de 97,6 milioane euro. În perioada 2009–2010, cifra de afaceri a companiei a scăzut, însă începând cu anul 2011 s-a remarcat o ușoară creștere a acesteia.

## Despre Protruck
Protruck Center, companie cu capital privat, a fost înființată în România în anul 1993 având ca obiect de activitate importul și vânzarea de vehicule comerciale. În anul 1998, compania obține statutul de concesionar autorizat al Iveco. Actualmente, Protruck este distribuitor autorizat de vehicule comerciale Iveco și echipamente pentru construcții de la New Holland.  Cele cinci centre de vânzări și service pe care Protruck le deține în România sunt locate în: București (Glina și Jilava), Focșani, Oradea și Târgoviște.
Obiectul de activitate al companiei Protruck îl reprezintă comerțul cu autovehicule, respectiv vânzarea de vehicule comerciale și piese de schimb, service auto.